# クロットワーシー・スケッフィントン (第4代マッセリーン子爵)
第4代マッセリーン子爵クロットワーシー・スケッフィントン（英語: Clotworthy Skeffington, 4th Viscount Massereene、1738年2月11日没）は、アイルランド王国の貴族、政治家。

## 生涯
第3代マッセリーン子爵クロットワーシー・スケッフィントンとレイチェル・ハンガーフォード（Rachel Hungerford、1731年2月没、サー・エドワード・ハンガーフォードの娘）の息子として生まれた。
1703年から1714年までアントリム・カウンティ選挙区の代表としてアイルランド庶民院議員を務め、1714年3月に父が死去するとマッセリーン子爵の爵位を継承、1715年12月2日にアイルランド貴族院議員に就任した。
1738年2月11日にアントリムで死去、同地で埋葬された。息子クロットワーシーが爵位を継承した。

## 家族
1713年9月9日、キャサリン・チチェスター（Catherine Chichester、1687年9月9日洗礼 – 1749年7月1日、第3代ドニゴール伯爵アーサー・チチェスターの娘）と結婚、5男2女をもうけた。
- クロットワーシー（1757年没） - 第5代マッセリーン子爵、初代マッセリーン伯爵
- アーサー（1747年4月8日没） - アイルランド庶民院議員
- ジョン（1753年12月25日没） - ヘンリー・ソーントン（Henry Thornton）の娘と結婚
- ハンガーフォード（Hungerford、1768年没）
- ヒュー（Hugh）
- キャサリン（Catherine、1751年4月3日没） - 1739年1月3日、第3代ドナラル子爵アーサー・ムーン・セント・レジャーと結婚、子供なし
- レイチェル - 生涯未婚